# PewDiePie
Felix Arvid Ulf Kjellberg, ismertebb nevén PewDiePie (Göteborg, 1989. október 24. –) svéd youtuber, komikus, gamer, aki YouTube videói miatt vált ismertté.
2010-es regisztrációját követően Kjellberg elsősorban olyan videókat tett közzé, melyekben horror és akció műfajú videójátékokkal játszott. Csatornájának nézettsége fokozatosan nőtt a következő két év során, s 2012 júliusára feliratkozói száma elérte az egymilliót, idővel pedig vlogokkal, szórakoztató rövidfilmekkel, műsorokkal és videóklipekkel is szélesítette repertoárját.
Kjellberg csatornája 2013. augusztus 15-én vált először a legnézettebbé, s bár a tróntól rövid időre letaszította év végén a YouTube Spotlight csatorna, egészen 2019-ig tartotta titulusát, mikor is az indiai T-Series lemezkiadó megelőzte, ő pedig ennek okán évődni kezdett velük. 2023 augusztusában csatornája több mint 111 millió feliratkozóval rendelkezett. 2014. december 29. és 2017. február 14. közt övé volt a legnézettebb YouTube csatorna, 2024 januárjáig pedig 29.2 milliárd megtekintést könyvelhetett el magának.
Kjellberg YouTube-népszerűségének és médiajelenlétének köszönhetően a világ egyik legismertebb kreatív online személyiségévé vált. Közönsége és hatása miatt az általa kedvelt s játszott indie játékokkal Oprah effektet ér el, vagyis növelni képes a számítógépes játékok eladását. 2016-ban a Time magazin beválogatta a világ 100 legbefolyásosabb emberének listájára.

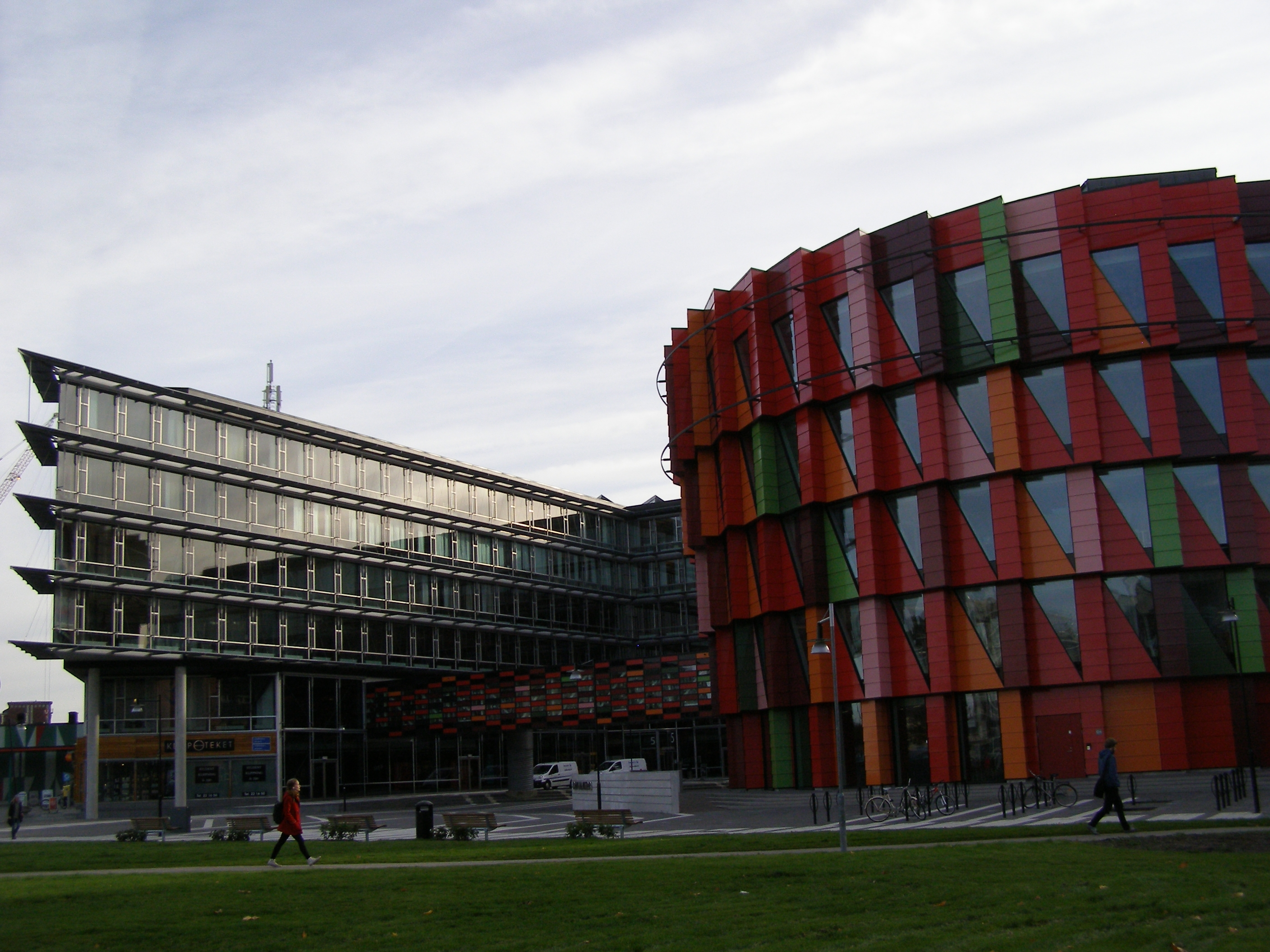
Chalmers Műszaki Egyetem, Göteborg

## Korai évek, tanulmányok
Kjellberg 1989. október 24-én született a svédországi Göteborgban, s itt is nevelkedett anyjával, Lotta Kristine Johannával (lánykori neve Hellstrand, 1958. május 7.), apjával, Ulf Christian Kjellberggel (1957. január 8.) és nővérével, Fanny-val. Anyja foglalkozása szerint CIO (informatikai felsővezető), aki 2010-ben megkapta az év svéd CIO-ja elismerést. Apja szintén felsővezető.
Kjellberget saját bevallása szerint gyerekkorában a művészetek vonzották, s előszeretettel rajzolgatott videójáték-karaktereket, köztük Mariót és Sonic the Hedgehogot, mikor épp nem Super Nintendo Entertainment Systemén játszott. Gimnazista évei alatt is előfordult, hogy inkább ellógott óráiról, csak hogy barátaival játszhasson internetkávézókban. Közgazdasági és műszaki menedzsment szakra járt a Chalmers Műszaki Egyetemre, amit 2011-ben otthagyott. Bár korábban az a hír járta, hogy YouTube-karrierje miatt hagyta félbe tanulmányait, 2017-ben azonban Kjellberg elárulta, hogy egész egyszerűen nem érdekelte eléggé a szak, amire jelentkezett. Véleménye szerint YouTube karrier reményében otthagyni egy egyetemet „marhaság".
Ezen felül komoly érdeklődést mutatott az Adobe Photoshop szoftver iránt, és inkább photoshoppolt, mintsem hogy az iskolapadban üljön. Chalmers-ről való távozását követően Photoshop versenyeken vett részt, s majdnem sikerült is megcsípnie egy állást egy elismert skandináv reklámügynökségnél. Emellett előszeretettel készített YouTube videókat is, s miután nem jött össze a reklámügynökségi munka, limitált szériájú printeket árult photoshoppolt képeiből, hogy vásárolhasson magának egy gamer-youtuber számítógépet.

## YouTube karrier
Kjellberg eleinte főleg számítógépes játékokat bemutató videókat készített, s a szokásos végigjátszásokkal ellentétben külön figyelmet fordított a nézőivel való személyes kommunikációra. A Variety magazin így jellemezte: "Úgy viselkedik, mintha egy barátjával lógna. Minden egyes alkalommal vicces, magas hangon bemutatkozik, majd indulhat a közvetítés."
Sajátos humora miatt rendszeresen illetik a bohókás, energetikus és ellenszenves jelzőkkel, mindemellett elismerik eredetiségét és őszinteségét. Lev Grossman, a Time újságírója így ír róla: „Nincs benne semmi manír és mindig remekül időzít. PewDiePie kritikusai elsősorban a káromkodást és az olykor kegyetlen fizikai humort róják fel neki, illetve hogy csak egy átlagos fiúról van szó, aki hangosan szeret játszani." Rob Walker a Yahoo!-tól: „Kjellberg videói szemérmetlen szórakoztatásból, random vicceskedésből, rémült sikolyokból, vicces hangokból, politikailag inkorrekt megjegyzésekből és szinte folyamatos káromkodásból állnak." Alkalomadtán Kjellberg belefeledkezik a játékba, kommentárja ilyenkor halk és érzelmes; az általában harsány közvetítő a The Last of Us végén például néma csendbe burkolózott.
Ahogy csatornája egyre népszerűbbé vált, Kjellberg is igyekezett változatosabbá tenni videóit; a szokásos Let's Playek mellé vlogokat, szórakoztató rövidfilmeket és műsorokat kezdett el feltölteni. Emellett zenét is gyárt, melyet sok esetben animációkkal, fan arttal, vagy élő felvételekkel egészít ki. A csatornáján megjelenő zenei klipek általában kollaborációk, dolgozott már együtt a The Gregory Brothers-szel, Boyinabanddel (David_Brown), Roomie-val (Joel_Berghult) és a Party In the Backyarddal.
YouTube-karrierjének kezdetén Kjellberg nem alkalmazott külön vágót, sem egyéb külsős közreműködőt. Azt mondta, szeretné, ha „a YouTube YouTube maradna." Eleinte csak nyersanyagokat töltött fel, később azonban már külön időt szánt a videók megvágására. A svéd Icon magazin említette, hogy Kjellberg az Adobe Premiere Pro vágóprogramot használja. Idővel foglalkoztatott vágót és produkciós asszisztenst is, s bár mostanra van állandó vágója, 2017-ben még így fogalmazott egy videójában: „Csak egy csávó vagyok. Csak én, ennyi. Nincs itt producer, [...] sem író, sem operatőr." Júliusban közölte, hogy pár hónappal korábban még volt egy irodája, ahol többen dolgoztak együtt videóin.
Kjellberg kifejezetten sok anyagot gyárt. 2017-re 3,500 videót töltött fel oldalára, melyek közül nagyjából 400 volt privát. Többször említette, úgy érzi, kiégett a folyamatos tartalomgyártástól, és aggódik mentális egészségéért. 2017 márciusában így nyilatkozott erről csatornáján: „Nem egyszerű minden nap műsort gyártani, de továbbra is élvezem a nem szűnő kihívást. (…) Néha jól sikerül, néha nem."

### Idővonal

#### Kezdetek (2010–2012)
Az akkor tinédzser Kjellberg YouTube-ra eredetileg „Pewdie" néven jelentkezett fel még 2006 decemberében. Nevének első fele, a „pew" a lézer hangját utánzó szó, a „die" pedig a halálra utal. Mivel jelszavát egy ponton elfelejtette, 2010. április 29-én „PewDiePie" néven létrehozott egy újabb fiókot. Pewdie nevű csatornája 2012 januárjától egy darabig ismét élt, majd pár évvel később végleg megszüntette. Mikor otthagyta a Chalmers egyetemet, szülei nem voltak hajlandók tovább támogatni, így egy időben kikötői kapitányként dolgozott, Photoshop műveit próbálta értékesíteni és hot-dogot árult. Azt állította, a videogyártás fontosabb számára, mint egy elismert állás. Öt évvel később így nyilatkozott: „Tisztában voltam vele, hogy vannak karakterek, akik más műfajú videokkal ismertté váltak, de játék-vonalon nem tudtam senkiről, ezért nem is gondoltam, hogy ezzel pénzt lehet keresni. Nem egy karrierlehetőség volt, ami miatt otthagyhattam az egyetemet. Csak szerettem csinálni."
Eleinte videojátékok kommentálásával töltötte idejét, elsősorban horror- és akciójátékokkal. Olyan ismert játékok mellé gyártott kommentvideókat, mint a Minecraft vagy a Call of Duty, legemlékezetesebb anyagai azonban az Amnesia: The Dark Descent és annak különböző modjaihoz készültek. 2011. szeptember 2-ától heti rendszerességgel posztolt vlogokat Fridays with PewDiePie címen. 2011 decemberében Kjellbergnek nagyjából 60.000 feliratkozója volt, 2012. május 9-én pedig már elérte az 500.000-et. Mikor a 2012-es Nonick Konferencián beszélt, csatornája már 700.000 feliratkozónál tartott, majd még abban az évben elérte az 1 milliót, szeptemberre a 2 milliót, októberben pedig az OpenSlate a YouTube első számú csatornájának hirdette ki. Decemberben szerződést kötött a Maker Studios vállalattal, akik csatornája népszerűsítéséért feleltek. Ezt megelőzően a Machinimával állt szerződésben, a Maker riválisával, ahol elhanyagolva érezte magát, s ügyvédet fogadott, hogy megszabadulhasson tőlük.
YouTube-karrierje elején elejtett pár szexuális erőszakkal kapcsolatos viccet – ezt egy róla készült szatirikus videóban külön ki is emelték. Nem sokkal később Kjellberget heves támadások érték emiatt, 2012 októberében pedig közzétette Tumblr-en ezzel kapcsolatos nyilatkozatát: „Többé nem viccelődöm a szexuális erőszakkal, s ahogy ezt már korábban is említettem, nem állt szándékomban ártani senkinek, és elnézést, ha bárkit is megbántottam volna." A The Globe and Mail így írt az esetről: „számos fiatal gamerrel ellentétben ő hallgatott a rajongók és kritikusok véleményére, mikor azok felhívták figyelmét az esetlegesen sértő tartalomra, s nyomban leállt a viccelődéssel."
Kjellberg legrégebbi elérhető videójának címe „Minecraft Multiplayer Fun", melyet még 2010. október 2-án publikált. Itt még svédül kommentálta a játékot (később átállt az angolra, s a mai napig angol nyelven készíti videóit). 2020. májusáig 14 millió megtekintése volt a klipnek. Kjellberg korai Let's Play videóiról: „Rettentő félénk voltam. Furcsa volt egyedül ülni egy szobában és mikrofonba beszélni. Azelőtt ilyesmi nem igazán létezett." Fridays with PewDiePie sorozatában heti rendszerességgel készített vlogokat és teljesítette a nézők kívánságait.
Legnézettebb videói közt számos highlight compilationt találunk, melyeket Let's Play videóiból vágtak össze. Egyik ilyen videója, „A Funny Montage" 2013 júniusában került ki és sokáig volt a legnézettebb, ahogy ezt számos 2018-as publikáció is megemlítette.

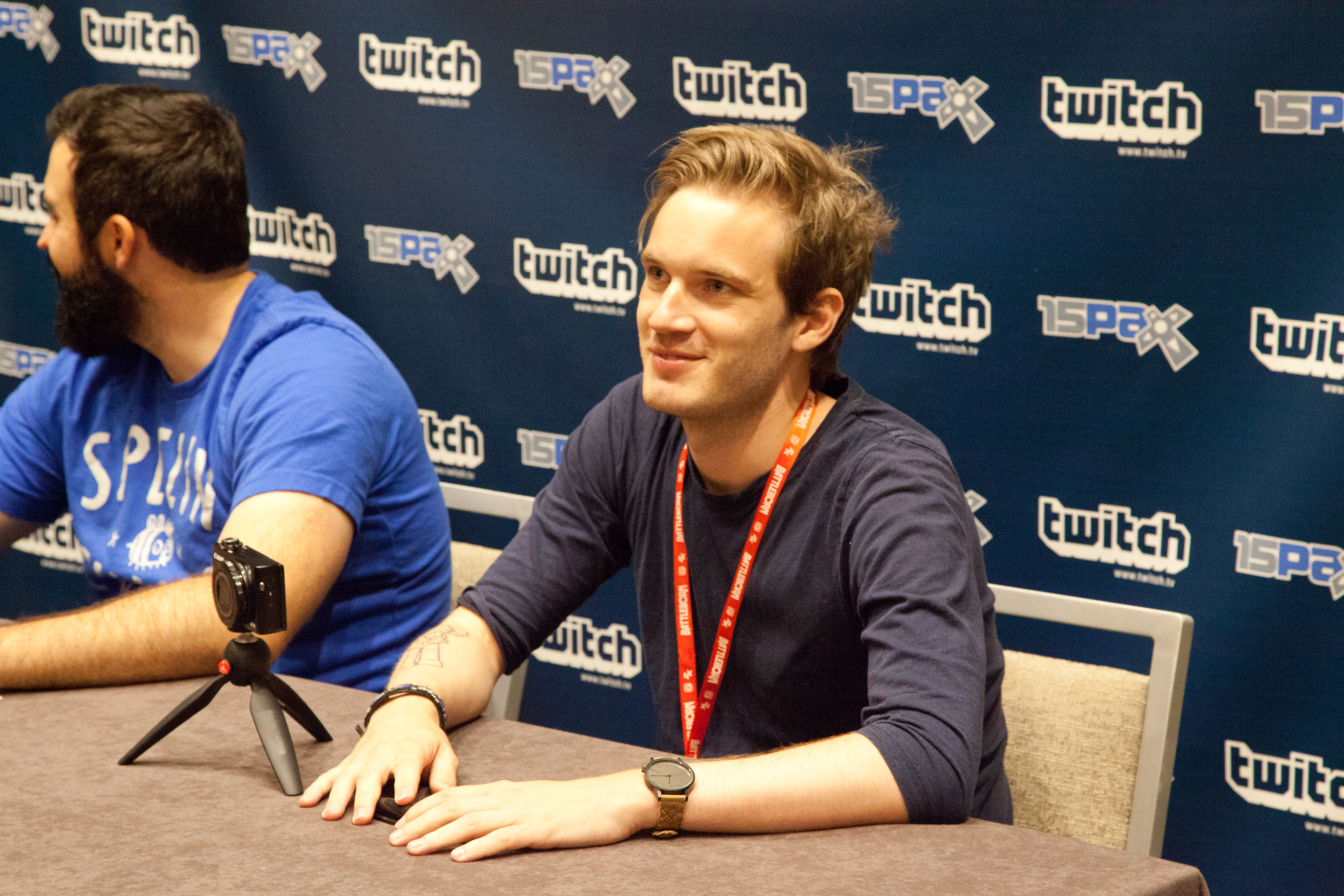
PewDiePie a PAX Prime-on 2015-ben, Seattle-ben

#### Legtöbb feliratkozóval rendelkező youtuber mérföldkő és további terjeszkedés (2013–2015)
2013. február 18-án Kjellberg csatornája elérte az ötmillió feliratkozót, áprilisban pedig a The New York Times írt róla, mikor már túl volt a hatmillió feliratkozón is. Májusban, a szingapúri Starcount Social Stars Awards rendezvényen Kjellberg elnyerte a „Svéd közösségi média sztár" és a „Legnépszerűbb közösségi média műsor" díjat Jenna Marbles, Smosh és Toby Turner elől. 2013 júliusában letaszította a második helyről Jenna Marblest, így ő lett a második legtöbb feliratkozóval rendelkező youtuber, és július 9-én tízmillióra gyarapodott feliratkozóinak száma. Augusztusban szerződést kötött a Maker játékos(ok)ra szakosodott alvállalkozásával, a Polarisszal, akik a Game Station újraindításáért is feleltek.
Kjellberg 2013. augusztus 15-én feliratkozói szám alapján lehagyta az első helyezett Smosht, a Guinness World Records-tól pedig átvette a legtöbb feliratkozóért járó rangot. November elsején az ő csatornája lett az első, mely túllépte a 15 millió feliratkozó számát, másnap azonban lehagyta őt a YouTube Spotlight csatornája. Ugyanebben a hónapban, Kjellberg közölte, hogy nem szíveli a YouTube új komment-rendszerét, és meg is szüntette a videói alatti hozzászólás lehetőségét. 2013. december 22-én lehagyta a YouTube Spotlightot, s ismét övé lett a legtöbb feliratkozóval rendelkező csatorna. 2012 és 2013 alatt Kjellbergé volt az egyik leggyorsabban terjedő csatorna YouTube-on. 2013-ban feliratkozóinak száma 3.5 millióról majdnem 19 millióra ugrott, 2013 végén 1.037 másodpercenként szerzett új feliratkozót. A Billboard szerint több feliratkozót szerzett bármely más csatornánál 2013-ban. Ezen felül az év második felében kis híján 1.3 milliárd megtekintést számláltak videói.
2014-ben Kjellberg már nem csak horrorjátékokhoz készített kommentárokat. „Ahelyett, hogy kizárólag horrorjátékokkal foglalkozna, Pewdiepie egyre több, számára érdekfeszítő játékkal játszik" írta a Kotaku. Márciusban bejelentette, hogy mostantól ritkábban fog jelentkezni. A Maker Studios 2014 augusztusában bemutatott egy hivatalos PewDiePie iPhone applikációt, melyen a felhasználó megtekinthette videóit, rendszerezhette kedvenceit és megoszthatta azokat másokkal. Ugyanebben a hónapban Kjellberg feltöltött egy videót, melyen bejelentette, hogy megszünteti a kommentelés lehetőségét YouTube csatornáján, hivatkozva arra, hogy többségük önreklámozás, amire nem kíváncsi. A kommentek megszüntetése után Kjellberg Twitteren és Redditen kommunikált követőivel. Október 13-án ismét engedélyezte a kommenteket, de csak előzetes engedéllyel. Hozzáfűzte, ezzel is szerette volna nézőit arra ösztönözni, hogy inkább a Broarmy.net oldalán lévő fórumon beszélgessenek. Egy későbbi videójában elárulta, hogy a kommentek kikapcsolása óta boldogabbnak érezte magát. Még abban az évben elkezdte az interneten élőben közvetíteni (live streaming) BroKen című sorozatát az MLG.tv-n, melyet Kenneth Morrisonnal készített (ismertebb nevén CinnamonToastKen), aki szintén videójátékok kommentálásával foglalkozik.
2014 októberében Kjellberg célzott arra, hogy nem hosszabbítja meg szerződését a Maker Studios-zal, miután az decemberben lejár, mivel elégedetlen volt az anyacég Disney-vel. Még egy saját cég ötlete is felmerült, de a sajtóvisszhangot követően így nyilatkozott Twitteren: „Úgy érzem, a WSJ félreértette, amit mondtam. Elégedett vagyok a Maker munkájával." Kjellberg végül a Maker alatt dolgozott tovább, készítettek hivatalos PewDiePie honlapot, applikációt, webshopot, Kjellberg pedig cserébe osztozott velük a YouTube reklámokból befolyó összegen.
2014-ben 14 millió új feliratkozóra tett szert és 4.1 milliárd megtekintést kaptak videói; mindkét adat magasabb, mint bármely más tartalomgyártó esetében. A Social Blade szerint 2014. december 29-én Kjellberg csatornája 7 milliárd megtekintésnél tartott, s ezzel a legnézettebb YouTube csatorna lett. Egy 2015 júliusi kimutatás szerint havonta 300 millió megtekintése volt, és szeptember 6-án az ő YouTube csatornája lett az első, mely elérte a 10 milliárd megtekintést.
2016 vége felé és 2017 elején több videót is feltöltött a YouTube új algoritmusára reagálva, melyek a videók megtekintési idejét mérték, véleménye szerint ugyanis ezek a változtatások negatív hatással voltak a tartalomgyártók nézettségére. Egyik videójában azt mondta, amint eléri az 50 millió feliratkozót (melyhez közel járt), törölni fogja csatornáját. A megváltoztatott algoritmusokra szatirikus válaszként Kjellberg egyik videójában azt kérte nézőitől, segítsenek elérni az 1 millió like-ot, ami sikerült is. Ezt később egy másik követte, melyben arra kérte a nézőket, hogy 1 millió disklike-ot nyomjanak a videójára. 4.5 millió dislike-jával (2020. április 22-i adat) a videó PewDiePie és a YouTube legtöbb dislike-ot kapott videója. Egy másik videóban arra kérte Kjellberg a nézőket, hogy gyűjtsenek össze 1 millió kommentet. Egy ponton a videó alatt 5 millió komment szerepelt. Ezek közül viszonylag sokat kitöröltek, 2020. április 14-én nagyjából 1.5 millió komment szerepelt itt.

#### YouTube Red, Revelmode, stílusváltás (2015–2017)
A The New York Times cikke szerint Kjellberg videói 2015-ben elkezdtek megváltozni: „Több kockázatot vállalt. Továbbra is játszott játékokkal, de egyre kísérletezőbbé vált: kihívásokat vállalt, más youtubereken élcelődött és elkezdett mémeket osztályozni." Kjellberg visszanézve gyerekesnek látja magát, unta a játékokat, a YouTube szabályait és úgy gondolta, csatornájából kihozta a maximumot. Erre az időszakra jellemző az a videó, melyben erotikus fanfictiont olvasott fel, s aminek szereplői a Disney gyártotta Frozen című animációs film karakterei voltak. A The Walt Disney Company akkori igazgatója, Bob Iger felháborítónak találta az említett videót, ezzel pedig Kjellberg a Disney tulajdonában lévő Maker Studios-zal kötött szerződését sodorta veszélybe.
2015 szeptemberében Kjellberg elhintette, hogy szerepelni fog egy webes tévésorozatban, és azt is közölte, hogy emiatt Los Angelesben tartózkodik épp, ahol a műsort forgatják. Bár sok egyebet nem árult el a projektről, később bejelentették, hogy egy YouTube Red sorozatról van szó, melynek Scare PewDiePie lesz a címe. A sorozatot következő év februárjában mutatták be.
2016 januárjában Kjellberg bejelentette, hogy a Maker Studios-zal közösen létrehozzák a Revelmode-ot, mely a Maker alvállalkozása lesz és Kjellberget és barátait fogják bemutatni egy YouTube sorozat keretében. Vele együtt nyolc másik youtubert szerződtettek, nevük CinnamonToastKen, Marzia, Dodger, Emma Blackery, Jacksepticeye, Jelly, Kwebbelkop, és Markiplier. Három másik youtuber, Cryaotic, KickThePJ és Slogoman később csatlakoztak.
2016-ban látványossá vált Kjellberg stílusváltása. Kevesebb horror témájú Let's Play videó és szárazabb humor, amit nem mindig értett a fiatalabb korosztály. Régebbi videóit visszanézve számára is feltűnt a stílusbeli különbség, és kifejezetten szégyellte, hogy sokszor pejoratív használt olyan szavakat, mint a meleg vagy fogyatékos. 2016 decemberében Patricia Hernandez a Kotakunál azt írta: „PewDiePie csatornája megtört, amint Kjellberg eltávolodott azoktól a dolgoktól, melynek hírnevét köszönhette. Egyre kevesebb az Amnesia-féle horror játszás, és lehet, hogy a 2016-os PewDiePie továbbra is valahol gyerekes, […] de videói többségét mostanában a kétely határozza meg, s elmondása szerint szürke valóságában egy olyan gépezetnek gyárt tartalmat, amire ő maga nincs hatással és működését nem látja át."
December másodikán közzétett egy videót, melyben azt ecseteli, mennyire frusztrálja, hogy az utóbbi időben érthetetlen okokból csökkenni kezdett különböző YouTube csatornák feliratkozószáma és nézettsége. Véleményében kifejtette, hogy számos YouTube dolgozónak „fogalma sincs, mennyi energia tartalmat gyártani." Ezzel kapcsolatban a Google egyik képviselője nyilatkozott az Ars Technicának: „Egyes youtuberek hirtelen csökkenő feliratkozói számra panaszkodtak, az ügy kivizsgálása során azonban nem találtunk különbséget a mostani jelenség és az átlagos feliratkozó-csökkenés közt, mikor a nézők leiratkoznak egy-egy csatornáról vagy mikor a YouTube maga törli a spam feliratkozókat". Kjellberg korábban bejelentette, hogy amint csatornája eléri az 50 millió feliratkozót, törli magát a platformról. December 8-án el is érte ezt a mérföldkövet, s ezzel ő lett az első a YouTube történetében, akinek ezt sikerült megvalósítania. 2016. december 18-án a YouTube küldött neki egy Play Buttont elismerésük jeléül. Kjellberg végül nem törölte a PewDiePie csatornát, második csatornáját viszont kiiktatta, és megjegyezte, hogy a YouTube algoritmusa negatív hatással van a tartalomgyártók nézettségére. 2017 februárjában a Social Blade szerint nézettéségét meghaladta az indiai lemezkiadó T-Series csatornája.

#### Médiaviszályok, streaming és műsorok (2017–2018)
„Viccelődtem olyasmivel, ami nem tetszett az embereknek. És tudjátok mit? Elfogadom, ha valakinek nem tetszenek a vicceim. Megértem. Tisztában vagyok vele, hogy néha túl messzire megyek, és erre a jövőben figyelni fogok, de az ilyen szintű reakciót és felháborodást felesleges túlzásnak vélem."
–Felix Kjellberg, My Response video, 2017 február
(reagálva a Fiverr viszályra)
2017 januárjában Kjellberg közzé tett egy videót, melyen rasszista megjegyzést tett. A videónak komoly visszhangja lett és erősen kritizálták Twitteren. Egy másik videóban Kjellberg két embert megkért Fiverren, hogy tartsanak fel egy táblát, melyre az van írva, „Halál az összes zsidóra". Állítása szerint akciója nem a zsidók ellen szólt, hanem azt szerette volna bemutatni, hogy „mennyire bolond maga az oldal". A videóra a közösség negatívan reagált és komoly port kavart a médiában is; sokan kritizálták, hogy Kjellberg viccnek állította be félresikerült akcióit, a kritikusok szerint ugyanis az ilyen megnyilvánulásokkal csak normalizálja a fasiszta, neonáci és fehér felsőbbrendűségi ideológiákat. A Wall Street Journal szerint nem ez volt az első alkalom, hogy Kjellberg antiszemita megjegyzéseket és képeket használt videóiban. Kjellberg és a videóban szereplő két másik személy bocsánatot kértek, ettől függetlenül a Maker Studiost megszakította kapcsolatát Kjellberggel, a Google pedig kizárta Google Preferred programjából és lefújta a Scare PewDiePie YouTube Red sorozat második évadját. Vicceiért bocsánatot kért, de véleménye szerint a média kiforgatta szavait, főleg a Wall Street Journal.
Áprilisban, miközben a YouTube-ra továbbra is töltött fel új videókat, Kjellberg létre hozta a Netglowt, egy közösségi csatornát a Twitchen, ahol elkezdte streamelni Best Club című, hetente jelentkező élő műsorát. A Best Club április 9-én debütált Brad Smith és Kjellberg szereplésével. Kjellberg azt mondta, a Netglow-t már korábban tervbe vették, minthogy megjelentek volna az antiszemita kritikák. A Business Insider cikke szerint első közvetítését 60.000-en tekintették meg és 93.000-en iratkoztak fel rájuk.
2017 szeptemberében Kjellberg ismét felhívta magára a kritikusok figyelmét, mikor a PlayerUnknown’s Battlegrounds élő közvetítése közben egy másik játékost illetett rasszista jelzővel. Az incidensre reagálva a Campo Santo társalapítója, Sean Vanaman azt mondta Kjellbergre, hogy „rosszabb, mint egy látens rasszista", és bejelentette, hogy a Campo Santo szerzői jogvédelmi kérelmet nyújt be Kjellberg videóira, melyekben a stúdió Firewatch című játéka szerepel, s más játékkészítőket is erre buzdított. Kjellberg később feltöltött egy rövid videót, melyben elnézést kért: „Csalódtam magamban, úgy tűnik, semmit nem tanultam korábbi ügyeimből. A szó használata helytelen volt. Nagyon sajnálom, ha ezzel bárkit is megbántottam, vagy elkeserítettem. Jobban észnél kellett volna lennem."
2018 januárjában Kjellberg feltöltött egy videót, melyen a Party In Backyard „Hej Hej Monika" remixére énekel, egy 2004-es svéd popszámra, melyet eredetileg a Nic & the Family készítettek. Az év tíz legnézettebb videója közt szerepelt Svédországban.
2018-ban Paul MacInnes a Guardiantől írt Kjellberg YouTube videóiról. Megjegyezte, hogy három különféle formátumú videót közöl minden héten, s az ilyen típusú feltöltési mintát a televíziózással hasonlította össze. A három sorozat a You Laugh You Lose, ami arról szól, hogy Kjellberg vicces videókat néz, melyeken próbál nem nevetni; a Last Week I Asked You (LWIAY), amivel a Jack Douglass-féle Yesterday I Asked You című műsor előtt tiszteleg, s melynek során felkéri a nézőit, hogy készítsenek tartalmakat, melyeket ő értékelhet; illetve a Meme Review, amiben népszerű internetes mémeket osztályoz. Ezen felül Kjellberg elindított egy könyvklub-jellegű sorozatot is, s a szatirikus Pew News-t, mely során sok esetben CNN bemondókra hajazó karakterek bőrébe bújva (Gloria Borger, Poppy Harlow, Mary Katharine Ham vagy ezek egyvelege) híreket mond. Egyszerre űz gúnyt a mainstreamből és a YouTube hírcsatornáiból, mint például a DramaAlertből, s olyan témákba is belenyúl, melyeket korábban került.
Májusban újabb port kavart egy megjegyzésével, mikor a „Twitch thots" kifejezést használta egy videójában, amiben női Twitch streamereket nézett. Alinity, aki szerepelt a videóban, szerzői jogi kérelmet nyújtott be a videóra, amit később eltávolított a CollabDRM cég, mely tartalomkészítők nevében szokott lecsapni videókra. Alinity reakcióját „az online közösségekben burjánzó szexizmus" váltotta ki, s szerinte Kjellberg megjegyzései degradálók a nőkre nézve, Kjellberg bocsánatkérését pedig nem volt hajlandó elfogadni. Júliusban Kjellberg kiposztolt egy mémet, amin az énekesnő, Demi Lovato arca szerepelt; a mém vicceskedve utalt Lovato függőséggel való küzdelmeire, s akkoriban került ki, mikor Lovatót épp kórházba vitték opioid túladagolással. Az online közösségből, köztük Lovato rajongóiból és a függőséggel küzdőkből ez ellenérzést váltott ki, Kjellberg pedig ismét bocsánatot kért.
Egy kora decemberi videójában Kjellberg számos kevésbé ismert youtubert igyekezett népszerűsíteni, arra buzdítva nézőit, iratkozzanak fel csatornáikra, többek közt E;R-ra, akit a Netflix Death Note című sorozatáról készült videóesszéje miatt dicsért. Nem sokkal később Julia Alexander a The Verge-től jelezte, hogy a videóban a Charlottesville-i autós merényletből láthatóak képek, és a csatornán rendszeresen hangzanak el rasszista és homofób kijelentések. 2018 decemberében a Vox is közölte, hogy E;R fehér felsőbbrendűségi üzenetekkel tűzdeli tele tartalmait. Kjellberg félreértésként magyarázta az ügyet, ő ugyanis „az animéket bemutató tartalmai miatt beszélt róla", s nem állt szándékában az antiszemitizmust propagálni. Elmondása szerint nem ismerte E;R egyéb videóit, s vissza is vonta ajánlását, videójából pedig kivágta a róla szóló részt.
2018 végén, 2019 elején Kjellberg számos TikTok videóra készített reakció-videót. 2018. december 27-én feltöltötte „YouTube Rewind 2018 but it's actually good" klipjét, válaszul a YouTube's Spotlight csatorna, a többség által gyengének ítélt YouTube Rewind 2018: Everyone Controls Rewind videójára.

#### Verseny a T-Series-zel (2018–2019)
2018. október 5-én Kjellberg feltöltött egy diss tracket az indiai lemezkiadó T-Series-ről „TSERIES DISS TRACK" címen, amit később átnevezett „Bitch Lasagnára", reagálva arra, hogy feliratkozók tekintetében hamarosan túl fogja szárnyalni őt a csatorna. Az „A Funny Montage-t" megelőzve ez lett PewDiePie legnézettebb videója, 2022. május 26-ig 304 millióan látták. Egyes sorai utaltak a T-Series indiai hátterére is, például az „Olyan a nyelved, mint a mumblerap”, amit az indiai sajtó rasszistának titulált, ahogy a Delhi Legfelsőbb Bíróság is. Kjellberg ezen felül megvádolta a T-Series-t, hogy feliratkozó botokat használ, azonban ezt az állítását nem sikerült bizonyítania, s a YouTube is azt állította, hogy komoly gondot fordítanak az álfeliratkozók kiszűrésére. Kjellberget állítása szerint hidegen hagyta, hogy megelőzi a T-Series, viszont aggódott, hogy milyen hatása lesz egy videómegosztó platformra annak, ha egy céges lehagy egy személyes csatornát. Az „Iratkozz fel PewDiePie-ra" online kampány növelte feliratkozói számát; csak 2018 decemberében 6.62 millió új feliratkozó jelent meg csatornáján, ami lényeges gyarapodásnak minősül, ha csak azt vesszük, hogy előző évben összesen 7 millióan iratkoztak fel rá.
Egy március 12-én feltöltött Pew News epizódjában említést tett a 2019-es pulwamai támadásról, melynek során egy 40 főből álló indiai paramilitáris csoportottal végzett egy pakisztáni dzsihadista. A támadást követően a T-Series több pakisztáni művész számát is eltávolította YouTube csatornájáról az MNS párt nyomására, akik sürgették a pakisztáni művészektől való szeparálódást – ezt kritizálta Kjellberg. Válaszul több pakisztáni felhasználó is átiratkozott az ő csatornájára. A Zee News azt írta, Kjellberg „komoly kritikát kapott a Pew News március 12-i kiadásában az India és Pakisztán közti feszültségre tett megjegyzései miatt". Twitteren részletezte, hogy nem a tágabb értelemben vett indiai-pakisztáni kapcsolatokról nyilatkozott, hanem a T-Series azon akciójáról, mikor számokat távolított el YouTube csatornájáról.
Március 15-én a christchurchi terrortámadás merénylője élő videójában ezt mondta a lövöldözés előtt: „Tudjátok, srácok, iratkozzatok fel PewDiePie-ra". Kjellberg Twitteren közölte, mocskosnak tartja, hogy nevét egy lapon említik a támadással, és részvéte felől biztosította a tragédia elszenvedőit. A lövöldözésről tudósító újságírók nagy része arról számolt be, hogy Kjellberg nem érintett a tragédiában. A New York Times szerint Kjellberg nevének említése a sajtó ellen irányult és politikai feszültséget kívánt szítani.
2019. március 27-én a T-Series feliratkozói szám tekintetében lehagyta Kjellberget, s az indiai csatorna lett a YouTube legtöbb feliratkozóval rendelkező csatornája. Március 31-én Kjellberg újabb diss tracket tett közzé „Congratulations" címmel, melyben ironikus hangnemben gratulál a T-Series-nek. A dalszöveg maga nagyrészt ironikus, megvádolja őket, hogy kalózszámokat értékesítenek, illetve azt is megemlíti, hogy abbahagyásra kötelező levelet küldtek neki a „Bitch Lasagna" után, mivel sértőnek találták a dalt. Emellett kitér a T-Series CEO-jának adócsalási botrányára, a mumbai maffiával való kapcsolatukra, és a #MeToo vádakra is. Egy nappal a feltöltést követően rövid időre visszanyerte első helyét.
Április 11-én a T-Series bírósághoz fordult, hogy eltávolíttathassa Kjellberg „diss trackjeit" a YouTube-ról. A szórakoztatóipari és jogi oldal Iprmentlaw szerint a T-Series bírósági végzést kért a Dehli Legfelsőbb Bíróságtól, hogy távolítsák el PewDiePie „Bitch Lasagna" és „Congratulations" című számait YouTube-ról. A bíróság a T-Series javára döntött, Kjellberg dalait „rágalmazónak, becsmérlőnek, sértőnek és offenzívnek" találták, a videók alatti kommenteket pedig „abuzívnak, vulgárisnak és rasszistának." Indiában ezek után letiltották YouTube-ról a videókat, s bár július végén a két fél megegyezett, Kjellberg videói a továbbiakban sem kerültek feloldásra.
Április 28-án Kjellberg feltöltött egy „Ending the Subscribe to Pewdiepie Meme" című klipet, melyben arra kérte követőit, ne használják többé az „Iratkozz fel PewDiePie-ra" kifejezést, mivel egy háborús emlékműre is felfújta valaki és a christchurchi terrorista szájából is elhangzott. Másnapi élő közvetítésében egy New York fölött szálló repülőről közvetített képeket, ami egy „Subscribe to PewDiePie" feliratú bannert húzott maga után. Kjellberg azt mondta, „ezzel zárjuk az Iratkozz fel PewDiePie-ra mémet.

#### Minecraftsorozat és szünet (2019–2020)
2019. április 9-én Kjellberg bejelentette, hogy mostantól kizárólag a DLive oldalán fog streamelni. Június 21-én Kjellberg elindította a Gaming Week-et, melynek keretében napokon át Let's Play videókat töltött fel, amire évek óta nem volt példa. Többek közt Minecrafttel játszott, s a téma belefolyt a Meme Review és LWIAY sorozatába is. Bár YouTube karrierje elején játszott már Minecrafttel, évekig nem nyúlt a játékhoz, mivel túl sok YouTuber igen, s úgy vélte, ők is inkább népszerűsége miatt játszanak vele, nem azért, mert élvezik. Kjellberg nézettsége hirtelen megnövekedett, csak júliusban 570 millió megtekintése volt, amire 2016 októbere óta nem volt példa, s napi új feliratkozói száma is 25.000-ről 45.000-re ugrott abban a hónapban. A siker ellenére Kjellberg tartotta magát ahhoz, hogy kizárólag azért játszik a játékkal, mert élvezi, és nem szeretne „Minecraft youtuberré" válni, mondván „Ha a Minecraft unalmassá válik, bármikor továbbléphetek és foglalkozhatom mással."
Augusztus 25-én Kjellberg lett az első magánszemély, aki túllépte a százmilliós feliratkozó küszöböt YouTube-on, összesítésben pedig ő lett a második, mivel a T-Series abban az évben valamivel korábban már elérte ezt a számot. A YouTube Twitteren gratulált neki és megküldte részére a Red Diamond Play Buttont. Kjellberg októberben jelezte egy videójában, hogy YouTube videói és minden más vele kapcsolatos tartalom (például Redditen) blokkolva lettek Kínában, mivel véleményt nyílvánított a 2019–20-as Hong Kongi tüntetésekről, illetve Hszi Csin-pingről is megemlítette, hogy rendszeresen hasonlítják őt Micimackóhoz. Decemberben több mint 4 milliárd megtekintésével Kjellberg lett 2019 legnézettebb tartalomgyártója.
2019 decemberében bejelentette, hogy szünetet tart, s a következő évben nem fog szerepelni YouTube-on, majd Twitter fiókját is törölte. 2020. január 15-től február 21-ig nem hallatott magáról.

#### Streamelés, Facebook, versengés a Cocomelon csatornával (2020-jelen)
Kjellberg Májusban megállapodott a YouTube-bal, hogy kizárólag a csatornán fog élőben közvetíteni, a YouTube ugyanis ekkortájt kezdett el komoly nézettségű streamereket lekötni, hogy felvegye a versenyt a Twitch-csel és a Mixerrel. Mikor Kjellberg leszerződött a YouTubbal, a DLive-on épp 800.000 követője volt, de a Tubefilter szerint nem lehetett megállapítani, hogy Kjellberg-nek köze volt-e még akkor a céghez.
2021 januárjában Kjellberg szerződést kötött a Jellysmack kreatív céggel, hogy videóit készítsék elő és terjesszék Facebook Watchon. Az új megállapodás nem volt hatással YouTube jelenlétére, videói továbbra is elérhetők maradtak a videómegosztó oldalon.
Február 14-én Kjellberg feltöltötte „Coco” című, Cocomelonnak címzett ironikus diss trackjét. A gyerekműsorokat szolgáltató YouTube csatorna havonta kétmillió új feliratkozójával rohamos növekedésnek indult az utóbbi években. Kjellberg videóját, melyben a csatornát gúnyolja, káromkodik, gyerekekkel táncol és énekel, hat órával a feltöltést követően már 3 millióan látták. A két csatorna közti álellentét 2020 júniusában kezdődött, mikor Kjellberg sokkolva konstatálta a Cocomelon népszerűségét. A csatorna februárban már 105 millió feliratkozóval rendelkezett, karnyújtásnyira Kjellbergtől, akinek ekkor 109 millió feliratkozója volt. Három nappal később YouTube csatornáján bejelentette, hogy ezzel a klippel véget is ért a Cocomelon mém: „A klippel szeretnék pontot tenni erre a mémre. Szórakoztató volt, de ha tovább folytatnánk, már nem lenne vicces. (...) És azt sem akarom, hogy odáig fajuljanak a dolgok, mint legutóbb" – célozva ezzel a T-Series viszályra. A YouTube egy nappal később eltávolította felületéről a „Coco" című videót, mivel szabálysértőnek vélték.

### Feliratkozók, nézettség
Az újságírók rendszeresen emlegetik, hogy Kjellberg hosszú évek munkájának köszönheti hírnevét, nem pedig egy vírusvideónak. Ugyanakkor PewDiePie csatornájáról azt is megjegyezték már, hogy hihetetlen gyorsasággal vált népszerűvé. Douglas Holt a Harvard Business Review-tól így fogalmazott: „A tömegkultúra ereje Kjellbergnek rekordidő alatt hozta el a globális hírnevet és befolyást."
2011 decemberében Kjellberg csatornájának nagyjából 60.000 feliratkozója volt, 2012. május 12-én pedig elérte az 500.000-et. 2012 márciusában a svéd Expressen újság számolt be róla, hogy PewDiePie a cikküket megelőző 7 hónapban napi rendszerességgel töltött fel új videókat, illetve hogy összesen 71 millió megtekintésnél jár, s csak februárban 25 millió megtekintést tudhatott magáénak. A csatorna 2012 júliusában elérte az 1 millió felhasználót, szeptemberben pedig a 2 milliót.
2013. február 18-án Kjellberg csatornája már 5 millió feliratkozónál tartott, áprilisban pedig tudósított róla a The New York Times, miután elérte a 6 milliós küszöböt. 2013 júliusában, megelőzve Jenna Marbles-t, ő lett a második legtöbb feliratkozóval rendelkező youtuber, majd július 9-én már 10 millióra emelkedett feliratkozóinak száma. 2013. augusztus 15-én megelőzte az addigi első helyezett Smosh-t, majd november elsejével ő lett az első, aki elérte a 15 millió feliratkozót, másnap viszont a YouTube Spotlight csatornája vette át tőle az első helyet.
2012-ben és 2013-ban Kjellberg csatornájára iratkoztak fel a legtöbben YouTube-on. 2013-ban 3.5-ről 19 millióra nőtt feliratkozóinak száma, év végén pedig már 1.037 másodpercenként volt új feliratkozója. A Billboard tudósítása szerint több feliratkozót szerzett bármely más csatornánál 2013-ban. 2013 júniusában a Tubefilter havonta frissülő listát indított a legtöbbet nézett YouTube csatornákról, s 2013-ban PewDiePie júniusban, júliusban, augusztusban, októberben és decemberben is az első helyen végzett. A Tubefilter adatai alapján a The Guardian azt írta, PewDiePie csatornájának 1.3 milliárd megtekintése volt 2013 első felében. Ezen kívül az övé volt az egyik legnézettebb gaming videó is abban az évben, Mad Father Let's Play sorozatának 6. része a harmadik legnézettebbé vált 27 milliós megtekintésével, Funny Gaming Montage sorozatának egyik része pedig a 8. legnézettebb gaming videó lett.
2014 januárjában PewDiePie YouTube csatornája volt a legnézettebb, majd márciustól szeptemberig ismét. A Tubefilter 2014 augusztusi adatai szerint PewDiePie csatornája megelőzte a RihannaVEVO csatornát július 19-én, így 5.2 milliárd megtekintéssel ismét ő lett a legnézettebb. A Social Blade szerint viszont akkoriban az emimusic csatorna továbbra is előtte járt, s csak december 29-én, 7.2 milliárd megtekintéssel vált ő a legnézettebbé. A Tubefilter és a The Guardian szerint Kjellberg 2014-ben 14 millió feliratkozót és nagyjából 4.1 milliárd megtekintést számlált, mellyel minden más csatornát messze túlszárnyalt.
2015-re videói havonta átlag 300 millió megtekintést kaptak, és szeptember 6-án elérte a 10 milliárd megtekintést – ezzel ő lett az első, akinek ez sikerült. Akkoriban az „A Funny Montage" (régebben „Funny Montage #1") volt PewDiePie legnézettebb videója 68.8 millió megtekintéssel, mely részben annak köszönhető, hogy ez a klip volt a csatorna trailere is.
2016-ban, mikor a YouTube megváltoztatta algoritmusát, több másik youtuberrel együtt neki is csökkenni tűnt nézőszáma, december 8-án azonban elsőként érte el az 50 millió feliratkozós mérföldkövet.
Online kampányai, mint az „Iratkozz fel PewDiePie-ra" nagyban segítették Kjellberg népszerűsítését; csatornája csak 2018 decemberében 6.62 millió új feliratkozót számlált (összehasonlításképp 2017-ben egész évben íratkoztak fel összesen 7 millióan). A T-Series-zel való versengés kapcsán 500 millió új megtekintést produkált 2018 decemberében, ami a csatorna történetének legmagasabb havi nézettsége volt. 2019 elején még övé volt a legtöbb feliratkozóval rendelkező csatorna, végül március 27-én lehagyta őt a T-Series. A „Congratulations" című szám megjelenését követően pár napig ismét ő ült a trónon.
2019 júliusában főképp Minecraft videóinak köszönhetően PewDiePie csatornája 570 milliós nézettséget produkált, a The Verge szerint pedig évek óta nem teljesített ilyen kimagaslóan jól. A Social Blade adatai szerint példátlanul magas, 573 millió megtekintése volt egy hónap alatt, és összesítésben is az övé lett a legnézettebb csatorna 2019-ben, a maga 4 milliárdos nézettségével.
A T-Series-en kívül egyedül PewDiePie-nak sikerült öt YouTube Creator díjat elnyernie (Silver, Gold, Diamond, Custom és Red Diamond Creator). A díjajakat a 100.000-es, 1, 10, 50 és 100 milliós küszöb átlépését követően adják. Kjellberg a 2016-ban elnyert Custom díját Ruby Play Buttonnek (Rubint lejátszó gombnak) nevezte el. 2019-ben ő lett a második, egyéniben pedig az első, aki elnyerte a Red Diamond Creator díjat.

#### Demográfia, követők
PewDiePie csatornáját elsősorban a „C Generáció” követi. A C Generációt a Google szerint az alkotás, szelektálás, kapcsolattartás és közösség igénye jellemzik, de ugyanerre a csoportra használják kutatók és újságírók az elterjedtebb Z generáció kifejezést is. A 2010-es években a csatorna a fiatalabb rétegeket vonzotta be, köztük tinédzsereket és a 18–24 éves korosztályt. A Variety egy 2014-es kérdőíve szerint a 13-18 éves amerikai tinédzserek körében Kjellberg és a többi youtuber befolyásosabb és népszerűbb volt, mint az olyan mainstream hírességek, mint például Jennifer Lawrence. Egy kutatás szerint a számítógépes játékokkal játszók 95%-a rendszeresen néz online gaming videókat, ami erősen hozzájárult Kjellberg népszerűségéhez. 2016-ban a Guardian a Maker Studios nemzetközi tartalmakért felelős igazgatóját idézte: „Az átlagos szülő épp olyan értetlenül áll gyerekei PewDiePie, KSI vagy Zoella iránti rajongása előtt, mint a korábbi generációk a punk rock és rap előtt." Egy 2017-es videójában Kjellberg megosztott YouTube csatornájának statisztikáiról egy pillanatképet, mely azt ábrázolta, hogy elsősorban a 18–24 év közötti korosztályból kerülnek ki nézői, majd őket követik a 25–34 évesek. A 2010-es évek végéig népszerű maradt az említett korosztály számára. A Morning Consult szerint Kjellberg nevét többen ismerik, mint a sportolókét vagy más művészekét, mint például LeBron James-ét vagy Justin Bieberét. A The New York Times olvasói kérdőíve szerint online olvasóinak csak 17%-a tudta beazonosítani Kjellberget fotó alapján, amiből arra következtettek, hogy „a Times olvasói valószínűleg idősebbek.” 2015-ös adataik szerint olvasóik átlagkorosztálya 54 volt.
Az ESPN 2015-ben kiemelte, hogy Kjellberg rendszeresen használja videói végén a „Brofist" gesztust, és hívja követőit "Bro Army-nak", nézőit pedig „broknak", s a média is átvette tőle a kifejezést. Kjellberg később „Bro Army" helyett „Squad Famnek", „kilencéveseknek" és „19 éveseknek” hívta követőit. Előfordult olyan is, hogy Kjellberg rajongóit kritizálta a média; a Wired egy 2018 júliusi cikkében „mérgezőnek" írta le őket. „Nem csak arról van szó, hogy kitartottak a svéd gamer és állítólagos komikus mellett, aki 10 éve itt-ott elhint egy-egy rasszista, antiszemita, homofób megjegyzést videóiban és viccelődik a szexuális erőszakkal, de valamiért váltig állítják, hogy PewDiePie-ban nincs semmiféle gyűlölet."
A 2013-as Social Star Awardson Kjellberg szermélyesen üdvözölte rajongóit, annak ellenére, hogy a biztonságiak külön megkérték, hogy ne tegye. Kjellberg is emlegette a Rolling Stone magazinnak az eseményt: „Sokáig le sem esett, hogy nekem üvöltenek." Egy 2016-os kuala lumpuri látogatás alkalmával maláj és szingapúri rajongói betörtek hoteljébe (őt keresve), amit nem szívelt. Egy 2019-es blogban Kjellberg azt mondta, a malájok és szingapúriak „hektikusak, hangosak és bolondok tudnak lenni. Kikelnek magukból, amint meglátnak." Később bocsánatot kért a két országban élő rajongóitól és hozzáfűzte, hogy 2013-as szingapúri újta remek volt és hazudna, ha azt állítaná, nem örült a rajongóknak, bár hozzátette azt is, hogy most már zavarja, ha nem átlagemberként kezelik. A Business Insider Singapore szerint voltak rajongók, akik zokon vették Kjellberg megjegyzését, de „az internetes közösség nagy része elfogadta a youtuber bocsánatkérést és elismerték, hogy egyesek olykor túl messzire mennek."
„Sokan úgy gondolnak rám, mint egy barátra, akivel naponta lehet 15 percet lógni.(…) A képernyő előtt töltött magány összehoz minket. De sosem kívántam példakép lenni, csak beinvitáltam őket magamhoz." mondja Kjellberg. Rajongói pozitív képet festenek róla, sokakat boldogabbá tesz, saját bevallásuk szerint Kjellberg hatására jobban is érzik magukat bőrükben. Ezzel szemben a Kotaku Twitter kérdőív kitöltői „irritálónak" tartották, videói megnézésére pedig nem pazarolják idejüket. A Rolling Stone több Kjellberget becsmérlő subRedditet (reddit fórumot) is felfedezett.

### Sajtóvisszhang
Kjellberg mindig is vegyes kritikákat kapott, ettől függetlenül a mai napig a világ legismertebb online személyiségeként emlegetik. Ő vált a leginkább jegyzett online szereplővé és komoly befolyást tulajdonítanak neki digitális tartalomgyártás terén. Az Eurogamer azt írta, Kjellberg a média szerint a youtuberek „vezetője” és neve egyet jelent a YouTube gaminggel. A The New York Times-os Kevin Roose szerint, mikor övé volt a legtöbb feliratkozóval rendelkező csatorna, még az antiszemita botrány előtti időszakban, „[Kjellberg] nem csupán a legnagyobb csatornával rendelkező youtuber volt, de a többi tartalomgyártó számára is ő testesítette meg a platform erényeit — lo-fi, autentikus, dacosan furcsa."
Kjellberg videóit gyakran illetik a kretén, energikus és profán jelzőkkel, online énjét pedig őszintének, szókimondónak és önazonosnak találják. Akik kevésbé szívelik, inkább ellenszenvesnek látják, felemelkedését pedig érthetetlennek tartják. Rob Walker, a Yahoo! riportere kifejezetten éleseszűnek véli Kjellberget, főleg az nézőkkel való kapcsolata miatt. Más újságok, mint a Time vagy a The Verge is hasonlóképp nyilatkoznak róla; közérthetőnek és önazonosnak tartják. Ezzel szemben Andrew Wallenstein a Variety-től például beleszállt Kjellbergbe, mikor az ő csatornája lett a legnézettebb; videóit kifejezetten ostobának találta.
Lev Grossman, a Time újságírója így ír PewDiePie-ról: „Faragatlan, de mindig tökéletesen időzít.(…) Kritikusai szemét vulgaritása és nyers humora szúrják, illetve a tény, miszerint egy videójátékkal játszó hangos fiúról van szó." Walker szerint Kjellberg „kritikái szemérmetlenül csak a szórakoztatásra hajtanak kontrollálatlan viccelődéssel, sikkanttásokkal, idióta hangokkal, politikailag inkorrekt megjegyzésekkel és vulgaritással." Justin Charity a The Ringer-től ezt írta: „PewDiePie nem szokványos komikus.(…) Stílusa kretén és végtelenül tiszteletlen: kicsit stand-up, kicsit rádiós rikkancs, kicsit 4chan-es."
Korai videóiról a svéd újságíró, Lars Lindstrom pozitívan nyilatkozott: „Felix Kjellbergnek vitathatatlanul van érzéke a komédiához. Egyszerre rémes és vicces, mikor az apa fiával biciklizik a Happy Wheels játékban és mindkettejük útja újra és újra véres katasztrófába torkollik, mindezt PewDiePie pedig abszurd megjegyzésekkel kommentálja. A titok kulcsa, hogy imád ezekkel a játékokkal játszani, szórakoztatják őt.” Stílusa is folyamatosan fejlődik, Patricia Hernandez a Kotaku-tól például így írt róla: „PewDiePie továbbra is valahol gyerekes,(...) de videói többségét mostanában a kétely határozza meg, s elmondása szerint szürke valóságában egy olyan gépezetnek gyárt tartalmat, amire ő maga nincs hatással és működését nem látja át."
Antiszemitának vélt tartalmait követően számos sajtótermék emelte fel hangját PewDiePie ellen, mondván, hogy fasiszta, fehér felsőbbrendűségi és alt-right ideológiákat közvetít. Egy Wired cikkben „a fehér felsőbbrendűség plakátfiújaként" festették le. „A tiszteletlenség állandó részévé vált. Az elfogadást előnyben részesítő kritikusok, rajongók és értetlen külső szemlélők számára Kjellberg testesíti meg mindazt, ami helytelen és elidegenítésre ad okot a gamer kulturában."
2018-ban Paul MacInnes a The Guardian-től így írt róla: „Ahhoz képest, hogy mekkora közönsége van, s micsoda befolyással bír, nem írnak sokat PewDiePie-ról. Tech oldalak, mint a The Verge vagy a Polygon néha megemlítik és előszeretettel kritizálják, de a mainstream médiában kizárólag akkor említik, ha épp valakinek újdonságként hat vagy botrányba keveredett." (…) „Vicces, intelligens, innovatív és karizmatikus (…). Alt-right agitátornak beállítani helytelen, hisz sosem állt ki nyilvánosan a proto-fasiszta mozgalom mellett. (…) Több figyelmet érdemelne."

### Cenzúra
2019 áprilisában „Congratulations" és „Bitch Lasagna" című számait Indiában betiltották, miután a Delhi Legfelsőbb Bíróság a T-Series javára döntött. A PewDiePie ellen szóló feljelentésben az állt, hogy videói tartalma „rágalmazó, becsmérlő és sértő," a kommentek pedig „abuzívak, vulgárisak és rasszisták." Bár a felek még abban az évben megállapodtak, PewDiePie videói továbbra is le vannak tiltva Indiában.
2019. október 16-án PewDiePie feltöltött egy Meme Review-t, melyben a 2019–20-as Hong Kongi tüntetésekről készült mémekre reagált. Ugyanebben a videóban szóba hozta a kínai NBA-ügyet, a Blitzchung viszályt, Hszi Csin-pingről pedig olyan mémeket mutatott, melyen Micimackóhoz hasonlítják. PewDiePie csatornáját és a vele kapcsolatos tartalmakat ezt követően Kína-szerte letiltották. A BBC tudósítása szerint a teljes tiltás helyett „bizonyos tartalmait valóban elérhetetlenné tették,(…) de nincs arra utaló jel, hogy ez a kormány utasítására történt volna." A BBC szerint a Baidu eltávolította a PewDiePie-jal kapcsolatos üzeneteket egy fórumról, de „egy Baidu keresés még mindig több mint 8 millió eredményt dob ki nevére." A Vox pedig azt írta, hogy „az újra megosztott PewDiePie videók és zenék" egyes felhasználók számára elérhetőnek tűntek.

## Személye, hatása
YouTube-ra feltöltött Let's Play videóival Kjellberg lett a világ egyik legismertebb és legbefolyásosabb online személyisége, s számos sajtóorgánum emlegeti a digitális tartalomgyártásra, internetes kulturára, köztük is leginkább a videojátékos kulturára gyakorolt hatását. A Eurogamer azt írta, hogy Kjellberg a média szerint a youtuberek „vezetője” és neve egyet jelent a YouTube gaminggel. 2016-ban Douglas Holt of Harvard Business Review-ban Kjellberget a „YouTube legnagyobb sikerének" titulálta. A digitális művészvilág sztárjának festi le, s párhuzamot von közte, illetve Jean-Michel Basquiat és Patti Smith közt, akik hasonló befolyást gyakoroltak az urbánus kulturára még az analóg időkben. Lev Grossman a Time-tól azt írta, Kjellberg "egy emberként dominál egy teljes médiumot,(…) hírnevét pedig nem a csatornák és stúdiók manipulatív tevékenységeinek köszönheti."
2014 szeptemberében Rob Walker of Yahoo!-tól Kjellberg népszerűségét „elképesztőnek" titulálta. „Egészen bizarr jelenség. Rihannáról tudjuk kicsoda, de vajon Kjellberg felismernénk, ha mögöttünk állna a bankban?" Walker – ahogy több más kollégája is – megkérdőjelezte és vizsgálni próbálta Kjellberg népszerűségének okát. Közönségével való kommunikációjáról eképp fogalmazott: „Olykor harsány és goromba, de mindig őszinte. Nézőihez barátként szól, nem kezeli őket rajongókként. Emellett az önirónia sem hiányzik belőle." 2015-ben Ross Miller a The Verge-től így fogalmazott: „Lehet szeretni, nem szeretni, sikere – ahogy sok más youtuberré – nem csak a játszásban áll, hanem, hogy valódi kapcsolatot alakít ki közönségével és egyenesen hozzájuk beszél. Se ügynök, se sajtóközlemény, semmi sallang. Csak lenyomja a ’felvétel’ gombot." Kevin Roose a The New York Times-tól ezt írta, mikor övé volt a legtöbb feliratkozóval rendelkező csatorna, még az antiszemita botrány előtti időszakban: „[Kjellberg] nem csupán a legnagyobb csatornával rendelkező youtuber volt, de a többi tartalomgyártó számára is ő testesítette meg a platform erényeit — lo-fi, autentikus, dacosan furcsa." 2018-ban Paul MacInnes a The Guardian-től így írt róla: „Ahhoz képest, hogy mekkora közönsége van, s micsoda befolyással bír, nem írnak sokat PewDiePie-ról. Tech oldalak, mint a The Verge vagy a Polygon néha megemlítik és előszeretettel kritizálják, de a mainstream médiában kizárólag akkor említik, ha épp valakinek újdonságként hat vagy botrányba keveredett."
A Wall Street Journal viszály idején, John Herman, a The New York Times újságírója azt írta, „Kjellberg szerint rossz irányba változott a YouTube; feszegette határait, élvezte, hogy felháborodást kelthet, s idővel zavaró, szándékosan komolytalan politikai entitássá avanzsált: ő lett a YouTube házi populista reakciósa." Max Read az Intelligencer-ben Kjellberg állítólagos antiszemita botrányáról: „Kjellberg a YouTube bürokrata urai kénye-kedvének kitett, elnyomott youtuberek zászlóvivője. A YouTube és platformján folyó kultúra közti feszültséget szimbolizálja.(…) Rendszeresen összetűzésbe keveredik viselkedése és a platformon képviselt pozíciója miatt, melyek közelebbről megvizsgálva valójában komoly politikai viták a szólásszabadságról, a média szerepéről és a diverzitásról." Nem sokkal 2020-as szünete előtt Erin Nyren, a Variety újságírója mondta, hogy „Kjellberg népszerűsége töretlen, annak ellenére (vagy talán annak köszönhetően), hogy viszályt viszályra halmoz."
Kjellberg több népszerűségi listán is magasan szerepelt. A The Verge 2014-es „Verge 50-es" listáján a YouTube királyának kiáltották ki. Ez volt az újság „a jövőnket meghatározó legérdekesebb egyéniségek listája". A The Verge így írt róla: „Kjellberg valódi tehetsége abban áll, hogy mindig megtalálja az embert a játékokban. Felismeri a játékok mögötti őszinteséget és mindezt egy olyan közönség számára teszi, akik pont ki voltak erre éhezve." 2015-ben a Time magazin beválogatta az internet 30 legbefolyásosabb személyisége közé. „A popkultúra egyik legnézettebb csatornája." Szintén 2015-ben Kjellberg szerepelt a Variety „Famechangers" számában – a magazin őt kiáltotta ki az első számú „Famechangernek", vagyis „aki befolyásában bőven a többiek fölött áll". Következő évben a Time felvette őt a Time 100-as listára. Ekkor a South Park készítője, Trey Parker így írt róla: „Tudom, furcsának tűnhet, főleg az idősebb korosztály számára, hogy az emberek képesek hosszú ideig nézni, ahogy más játszik.(...) Én ezt új művészeti ágnak gondolom, és nem szabad alábecsülnük legerősebb művészünket." A Forbes szerint „Kjellberg brandje (2017-ben) hatalmasat zakózott, mikor antiszemita tartalmat közölt videójában," ezzel indokolták, hogy nem vették fel a legbefolyásosabb gamerek listájára, bár júniusi „Top Influencerek" listájukra beválogatták. 2019 szeptemberében a The Sunday Times „Anglia 100 legbefolyásosabb online személyisége” listájának első helyére került.
Kjellberg többször hangoztatta már, hogy nem szeret híres lenni. Alapvetően „szégyellős, csendes, visszahúzódó" – jellemezte egy munkatárs, akivel a Scare PewDiePie-on dolgoztak együtt. A Rolling Stone cikkében Kjellberg bevallotta, hogy sokkolta a hírnév. Egy Göteborg melletti gaming eseményre így emlékszik vissza: „Öt biztonsági őr üvöltött a tömegnek, hogy oszoljanak. Sokkoló volt ilyen helyzetbe kerülni, ahol én vagyok a híresség." 2019-es New York Times interjújában: „Furcsa ebben a helyzetben lenni, mivel valójában nem akarnám magamnak." Kicsit nosztalgiázott a korai évekről, mikor még kevesebb feliratkozója volt, és bevallotta, néha elgondolkodik rajta, hogy otthagyja a platformot.

### Videójátékokra gyakorolt hatása
Kjellberg mindig is támogatta az indie fejlesztők játékait és rendszeresen játszott velük videóiban, melyek pozitív hatást gyakoroltak a játékeladásra. A The Washington Post szerint ezzel úgymond „Oprah effeketet” váltott ki. A McPixel indie játék fejlesztői így nyilatkoztak: „A McPixel Jesse Cox és PewDiePie 'Let's Play' videói miatt kaptak több figyelmet." Ezen felül a Slender: The Eight Pages és Goat Simulator eladásait is serkentette. Mikor szembesítették a ténnyel, Kjellberg erről csak annyit mondott: „Én csak játszani szeretnék, nem az eladást befolyásolni."
2019-ben, mikor ismét Minecraft videókat készített, komolyan megnőtt a játék iránti érdeklődés, a YouTube-on is lehagyta a Fortnite közvetítéseket és a Google erre vonatkozó keresési eredményei is megduplázódtak. A Polygon és a The Verge Kjellbergnek könyvelték el a játék népszerűségének megugrását. A The Verge így írt róla: „Ez is azt bizonyítja, hogy igenis létezik (az Oprah effekthez hasonlatos) „PewDiePie effekt”. Ennek eredményeképp több streamer is átült a Minecraft-vonatra.
Kjellbergről pályát neveztek el a McPixel játékban, utaltak rá az Amnesia: The Dark Descentben és a Surgeon Simulator 2013-ba is bekerült tiszteletére egy „Pewdsball". Kjellberg abba is belement, hogy a Surgeon Simulator 2013 fejlesztői egy hozzá hasonló karaktert használjanak a GOTY IDST-ben. Ezen felül NPC is volt a Party Hardban, és szinkronizált a Pinstripe-ban.

### Bevétel
2014 márciusában Kjellberg YouTube-ból származó bevételét 140.000 és 1.4 millió dollár közé taksálta a Social Blade. 2014 júniusában a The Wall Street Journal azt írta, hogy 4 millió dollárt keresett 2013-ban, Kjellberg pedig Redditen megerősítette, hogy közel járnak a valósághoz. 2015 júliusában a svéd Expressen újság azt írta, hogy Kjellberg produkciós cégének, a PewDie Productions AB-nak 2014-ben 7.5 millió dollárnyi bevétele volt. 2015-ben 12 millió dolláros bevételével felkerült a Forbes októberi leggazdagabb youtuberek listájára.
2016 decemberében a legtöbbet kereső youtubernek kiáltotta ki a Forbes, miután éves keresete elérte a 15 millió dollárt. Ez 20%-kal több volt, mint 2015-ben, mely részben YouTube Red sorozatának, a Scare PewDiePie-nak és a This Book Loves You című könyvének volt köszönhető, melyből 112.000 példány kelt el a Nielsen Bookscan szerint. Kjellberg inkább külsős eladásokra hagyatkozik, mintsem a YouTube reklámmodelljére – ez szerinte a legtöbb youtuberre igaz, mivel a YouTube reklámmodellje cseppet sem hatékony, inkább instabil és kiszámíthatatlan. A Forbes szerint Kjellberg bevétele 2017-ben 12 millió dollárra csökkent, amivel a hatodik helyen végzett a legbefolyásosabb youtuberek listáján, mely az újság szerint botrányainak volt köszönhető.
Kjellberg sosem szeretett pénzről beszélni, sőt, kifejezetten zavarja, mikor az újságok ezzel foglalkoznak, s jobban örülne, ha inkább arról írnának, milyen szervezetek számára sikerült közösségével adományt gyűjteniük. A The Guardian szerint a médiát azért foglalkoztatja Kjellberg vagyona, mert „ezáltal belátást nyernek abba, mennyit vihet haza egy YouTube sztár, hisz ritka, hogy egy youtuber nyilvánosan beszél a keresetéről, és nem csak azért, mert a YouTube ezt nem szorgalmazza".

### Márkák, szponzorok
2014 április elejétől augusztusig Kjellberg és barátnője (későbbi felesége), Marzia Bisognin a Legendary Pictures As Above, So Below című filmjét reklámozták. A marketing kampányhoz minisorozatot készítettek egy „Catacombs Challenge-ről”, melyben Kjellbergnek három kulcsot kellett megkeresnie a katakombákban, hogy kinyithassa a ládát, mely a „Filozófusok kövét" rejtette. A pár videóit 20 milliószór tekintették meg. A Maker Studios – mely PewDiePiet és Marziát is képviselte – hozta össze a Legendary Pictures kampányt. 2015 januárjában összeállt a Mountain Dew Kjellberggel egy fan fiction versenyre, mely során a nyertes fan fictionöket meganimálták és feltöltötték csatornájára.
YouTube-karrierje kezdetén több céggel is partnerséget kötött, de Kjellberg csak egy párral dolgozott és viszonylag kevés kampányban vett részt. Állítása szerint eleget keresett pusztán a YouTube-ból, és véleménye szerint tiszteletlenség volna követőire nézve, ha túl sok szponzort vonna be. Sajnálattal vette, mikor sokan félreértették: „Ha Twittereren említést teszek egy Kickstarter projektről, nyomban azzal vádolnak, hogy anyagi megfontolásból teszem."
Idővel Kjellberg több márkával is együttdolgozott, akikkel normális viszonyt igyekezett fenntartani, hozzátette, szerencséjére nem függ tőlük. 2019 januárjában Kjellberg bejelentette, hogy szerződést kötött a G Fuel energiaital gyártó céggel.

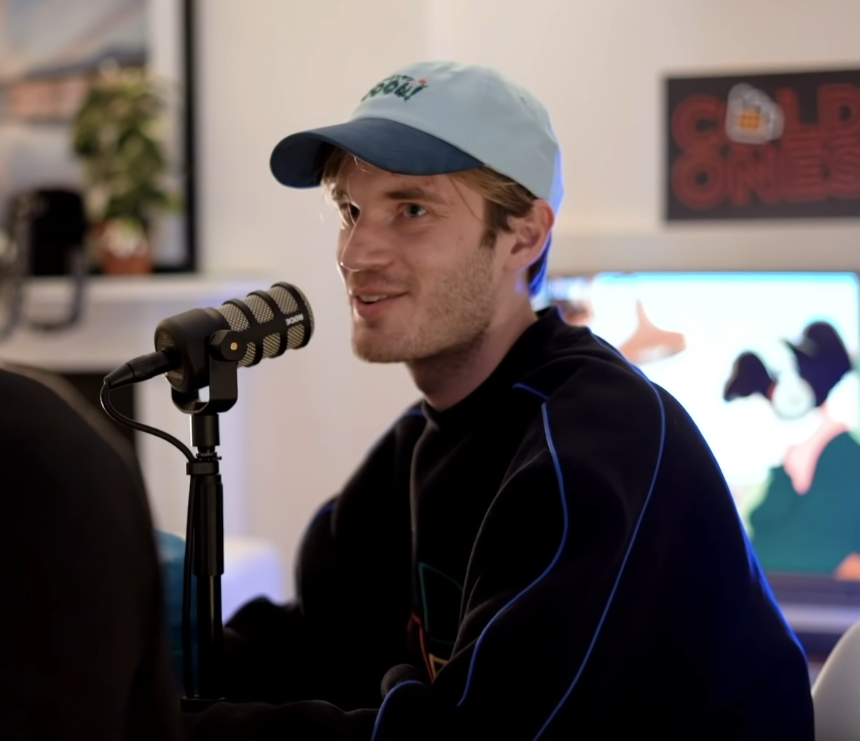
PewDiePie a Cold Ones podcastban, 2019

### Egyéb szereplések
Saját YouTube csatornáján kívül Kjellberg más youtuberek csatornáján is szerepelt. 2013 áprilisában megjelent az Epic Rap Battles of History egy epizódjában Mikhail Baryshnikovként. 2013 júliusában Anthony Padillával, Ian Hecox-szal a Smoshtól és Jenna Marblesszal szerepeltek zsűriként az Internet Icon második szezonjában. Kjellberg a YouTube évenkénti Rewind sorozatában is megjelent 2013 és 2016 közt; majd 2019-ben.
2014. június 3-án a Sveriges Radio bejelentette, hogy Kjellberg maga vezeti a róla szóló epizódot a svéd Sommar i P1 műsorban. Nemzetközi népszerűsége miatt svédül és angolul is felvették a részt. A svéd verziót 2014. augusztus 9-én sugározta a Sveriges Radio P1, az angol verziót pedig feltöltötték az internetre. A svéd adást 3.500-ször, míg az angolt 49.000-szer osztották meg.
2014 decemberében Kjellberg szerepelt a South Park 18. szezonjának kétrészes fináléjában. Az első rész, „#REHASH" december 3-án jött ki, a második, „#HappyHolograms" december 10-én. Az epizódokban saját maga mellett más Let's Play kommentátorokat is kifigurázott, miközben a Call of Duty-val játszott.
2015 júliusában bejelentették, hogy Kjellberg a Vimeo Oscar's Hotel for Fantastical Creatures című fantáziasorozat egyik szereplőjének hangja lesz. Októberben vendégként megjelent a The Late Show with Stephen Colbertben, ahol Colbert „az internet császárának" nevezte. 2016 februárjában megjelent Conannél, ahol a Far Cry Primal játékkal játszottak a műsor Clueless Gamer szegmensében. 2019-ben elhívták a YouTube Cold Ones podcastjába.

## Jótékonykodás
Kjellberg népszerűségét jótékony célokra is használja. 2012 februárjában elindult az „Internet királya” online versenyen, de végül csak „Az internet gaming királya” címet nyerte el. Következő alkalommal már ő lett az internet királya, nyereményét pedig a World Wildlife Fundnak adományozta, emellett adományozott a St. Jude Children's Research Hospital és a Charity: Water számára is.
Mikor 2014 júniusában 25 millióra nőtt feliratkozói száma, Kjellberg bejelentette, hogy ismét adományozni fog a Save the Children alapítványnak. 630.000 dollárt sikerült összegyűjtenie, túllépve a tervezett 250.000-et. A svéd Icon magazinnak adott interjújában említette, hogy a továbbiakban is szeretne hasonló adománygyűjtő kampányokat tartani, és megköszönte John és Hank Green-nek az ötletet, hogy jótékonyság céljából külön videókat készítsen, melyeket aztán játékkészítők és reklámcégek 50.000-es áron vásárolhatnak meg.
2016 decemberében más Revelmode kreatívokkal együtt a Cringemas kétnapos élő közvetítését vezette, mely során a RED számára gyűjtöttek (a szervezet az AIDS és HIV terjedését igyekszik megfékezni Afrikában). Összesen több mint 1.3 millió dollárt sikerült összegyűjteniük a Bill & Melinda Gates Foundationnel karöltve.
2018. december 3-án Kjellberg bejelentette, hogy GoFundMe-n adománygyűjtést szervez a Child Rights and You (CRY) számára, melynek keretében indiai gyerekeknek gyűjt. A gesztus részben annak volt köszönhető, hogy T-Series videója alatt rasszista kommentek jelentek meg. Kjellberg december 4-én is vezetett egy élő közvetítést, aminek bevételeit mind a CRY-nak ajánlotta fel. Több mint 200.000 dollárt gyűjtött össze.
2019. július 21-én Kjellberg újabb GoFundMe kampányt indított, ezúttal az amerikai színész Jack Black-kel a National Alliance on Mental Illness (NAMI) számára, nem sokkal Etika júniusi halálát követően. Kjellberg és Jack Black együtt streameltek Minecraftet adománygyűjtés céljából. Kjellberg maga 10.000 dollárt adományozott és további 30.000-et sikerült összegyűjtenie. Korábban is beszélt már nyilvánosan mentális egészségéről és saját küzdelmeiről, például a 2017-es UK's Mental Health Awareness héten.
Mikor 2019 szeptemberében megkapta 100 milliomodik feliratkozója után a Play Buttont, Kjellberg bejelentette, hogy 50.000 dollárt fog adományozni az Anti-Defamation League (ADL) számára, majd ezt később visszavonta, mondván, tanácsolták neki, hogy ennek a szervezetnek adományozzon, nem maga választott szervezetet, ahogy korábban mindig, s az adományt végül másoknak fogja adni.
2019. október 31-én 69.420 dollárt adott a Team Treesnek, akik az erdősítésen dolgoznak. Az adomány összege bennfentes viccnek számít az internetes közösségben, mivel a 69-es és 420-as számból áll.
2020 júniusában több mint 116.000 dollárt gyűjtött a Sentencing Projectnek, a rendőri brutalitás áldozatai és kisvállalkozások javára, akiket kifosztottak a George Floyd halálát követő Black Lives Matter tüntetések során.

## Egyéb vállalkozások
2015. szeptember 24-én Kjellberg bemutatta saját videójátékát, a PewDiePie: Legend of the Brofistet, mely iOS-en és Androidon is fut. A játékot a kanadai Outerminds cég tervezte Kjellberg közreműködésével, majd 2016. szeptember 29-én egy másikat is piacra dobtak PewDiePie's Tuber Simulator néven, ami a megjelenését követő pár napon belül első helyre került az App Store-ban. 2017. október 31-én a Goat Simulator tervezője, Armin Ibrisagic bejelentette, hogy Kjellberggel közösen fejlesztenek játékot Animal Super Squad címmel. Kjellberg segített Ibrisagicnak a koncepció kidolgozásán és a fejlesztés során is kreatív ötletekkel látta el. 2019-ben Kjellberg két másik videójátékot is piacra dobott: a PewDiePie's Pixelings-et, és a Poopdie-t.
A Penguin Grouphoz tartozó Razorbill adta ki 2015. október 20-án Kjellberg This Book Loves You című kötetét, mely egy önsegítő könyvparódia. Két hétig első helyen szerepelt a The New York Times Best Seller listáján, ifjúsági kategóriában. Kjellbergnek és feleségének, Marziának van egy közös ruhaboltjuk is, a Tsuki, ahol uniszex darabokat árulnak. A bolt megnyitását YouTube-on jelentették be.

## Magánélet
Kjellberg 2019. augusztus 19-én elvette feleségül olasz barátnőjét, Marzia Bisognint. Egy közös ismerős mutatta be őket egymásnak még 2011-ben, és eleinte online ismerkedtek, majd Kjellberg Olaszországba repült, hogy személyesen is találkozhassanak. A pár egy darabig Svédország és Olaszország közt ingázott, mielőtt letelepedtek volna Brighton and Hove-ban. Kjellberg azt mondta, azért esett az Egyesült Királyságra választásuk, mert közel van a tengerhez és jó az internetkapcsolat. Hozzáteszi, szeret Brighton and Hove-ban élni, és az is előny, hogy viszonylag ismeretlenül mozoghat a városban. A pár 2022-ben Japánba költözött, 2023. július 11-én pedig megszületett első közös gyerekük, Björn.
Kjellberg saját állítása szerint „leginkább apolitikus," illetve a „bal és jobboldal közé lőné be magát." Arra a kérdésre, hogy vallásos-e, 2019-ben ennyit mondott: „Nem tudom, milyen vallású vagyok," bár korábban azt állította, agnosztikus ateistának tartja magát.

## Filmográfia
| Évszám          | Cím                                     | Szerep                | Epizódok | Forrás                                  |
| --------------- | --------------------------------------- | --------------------- | -------- | --------------------------------------- |
| 2013            | Epic Rap Battles of History             | Mikhail Baryshnikov   | 1        | [ 268 ]                                 |
| 2013            | Internet Icon                           | PewDiePie             | 1        | [ 269 ]                                 |
| 2013, 2015      | Smosh Babies                            | Baby Pewds            | 2        | [ 316 ] [ 317 ]                         |
| 2013-2016, 2019 | YouTube Rewind                          | PewDiePie             | 5        | [ 270 ] [ 271 ] [ 272 ] [ 273 ] [ 274 ] |
| 2014            | Good Mythical Morning                   | PewDiePie             | 1        | [ 318 ]                                 |
| 2014            | asdfmovie                               | Lonely Guy / Magician | 1        | [ 319 ]                                 |
| 2014            | South Park                              | PewDiePie             | 2        | [ 279 ]                                 |
| 2015            | Oscar's Hotel for Fantastical Creatures | Brock                 | 6        | [ 281 ]                                 |
| 2015            | Pugatory                                | Edgar                 | 6        | [ 320 ]                                 |
| 2016            | Scare PewDiePie                         | PewDiePie             | 10       | [ 321 ]                                 |

## Játékok
| Évszám | Játék                            | Típus      | Platform                                                                | Fejlesztő         | Jegyzetek | Forrás          |
| ------ | -------------------------------- | ---------- | ----------------------------------------------------------------------- | ----------------- | --------- | --------------- |
| 2015   | PewDiePie: Legend of the Brofist | platformer | iOS, Android, Microsoft Windows, macOS                                  | Outerminds Inc.   |           | [ 301 ]         |
| 2016   | PewDiePie's Tuber Simulator      | szimuláció | iOS, Android                                                            | Outerminds Inc.   |           | [ 303 ]         |
| 2017   | Pinstripe                        | platformer | Microsoft Windows, macOS, Linux, Nintendo Switch                        | Atmos Games       | szinkron  | [ 322 ] [ 323 ] |
| 2018   | Animal Super Squad               | puzzle     | Microsoft Windows, iOS, macOS, PlayStation 4, Nintendo Switch, Xbox One | Doublemoose Games |           | [ 304 ] [ 324 ] |
| 2019   | PewDiePie's Pixelings            | stratégiai | Android, iOS                                                            | Outerminds Inc.   |           | [ 325 ]         |
| 2019   | Poopdie                          | labirintus | Android, iOS, Nintendo Switch                                           | Bulbware          |           | [ 305 ]         |

## Diszkográfia
| Cím                                      | Évszám | Slágerlista                 | Slágerlista                               | Slágerlista                              | Slágerlista                  | Forrás  |
| Cím                                      | Évszám | SWE Hea (Sverigetopplistan) | NZ Hot (Official New Zealand Music Chart) | SCO (Scottish Singles and Albums Charts) | US Com (US Billboard_charts) | Forrás  |
| ---------------------------------------- | ------ | --------------------------- | ----------------------------------------- | ---------------------------------------- | ---------------------------- | ------- |
| „Bitch Lasagna" (w Party In Backyard)    | 2018   | -                           | -                                         | -                                        | -                            | [ 141 ] |
| „Rewind Time" (w Party In Backyard)      | 2018   | -                           | -                                         | -                                        | -                            | [ 326 ] |
| „Congratulations" (w Roomie, Boyinaband) | 2019   | 8                           | 27                                        | 77                                       | 1                            | [ 159 ] |
| „Mine All Day" (w Party In Backyard)     | 2019   | -                           | -                                         | -                                        | 3                            | [ 327 ] |
| „Coco"                                   | 2021   | -                           | -                                         | -                                        | -                            | [ 181 ] |

## Könyvek
- Kjellberg, Felix (2015). This Book Loves You. Razorbill (Penguin Group). ISBN 978-1101999042.

## Díjak, jelölések
| Év   | Esemény                      | Kategória                                   | Eredmény | Forrás         |
| ---- | ---------------------------- | ------------------------------------------- | -------- | -------------- |
| 2013 | Starcount Social Star Awards | Legnépszerűbb közösségi média műsor         | Díjazott | [ 61 ] [ 328 ] |
| 2013 | Starcount Social Star Awards | Svéd közösségi média sztár                  | Díjazott | [ 329 ]        |
| 2013 | 5. Shorty Awards             | #Gaming                                     | Díjazott | [ 330 ]        |
| 2014 | 2014 Teen Choice Awards      | Websztár: Gaming                            | Díjazott | [ 331 ]        |
| 2014 | 4. Streamy Awards            | Legjobb gaming csatorna, műsor vagy sorozat | Jelölt   | [ 332 ]        |
| 2014 | 2014 Golden Joystick Awards  | Gaming személyiség                          | Díjazott | [ 333 ]        |
| 2015 | 2015 Teen Choice Awards      | Choice websztár: Ffi                        | Jelölt   | [ 334 ]        |
| 2015 | 5. Streamy Awards            | Legjobb önálló csatorna, műsor vagy sorozat | Jelölt   | [ 335 ]        |
| 2015 | 5. Streamy Awards            | Legjobb gamer csatorna, műsor vagy sorozat  | Díjazott | [ 335 ]        |
| 2015 | 2015 Golden Joystick Awards  | Gaming személyiség                          | Díjazott | [ 336 ]        |
| 2016 | 8. Shorty Awards             | Az év youtubere                             | Jelölt   | [ 337 ]        |
| 2017 | 43. People's Choice Awards   | Legkedveltebb YouTube sztár                 | Jelölt   | [ 338 ]        |
| 2019 | 2019 Teen Choice Awards      | Choice Gamer                                | Díjazott | [ 339 ]        |

## Fordítás
- Ez a szócikk részben vagy egészben  a   PewDiePie című angol Wikipédia-szócikk fordításán alapul.  Az eredeti cikk szerkesztőit annak laptörténete sorolja fel. Ez a jelzés csupán a megfogalmazás eredetét és a szerzői jogokat jelzi, nem szolgál a cikkben szereplő információk forrásmegjelöléseként.